# Hypochrysops aristocles
Hypochrysops aristocles är en fjärilsart som beskrevs av Grose-smith 1898. Hypochrysops aristocles ingår i släktet Hypochrysops och familjen juvelvingar. Inga underarter finns listade i Catalogue of Life.